# 中江俊夫
中江 俊夫（なかえ としお）は、日本の詩人。
軍人であった父に従い全国を転々とする。永瀬清子の影響で詩に興味を持つ。大学在学中に処女詩集『魚のなかの時間』を出版。詩誌『櫂』に参加したのち、鮎川信夫らの『荒地』の同人となる。1964年『20の詩と鎮魂歌』で第4回中部日本詩賞受賞。1973年『語彙集』で第3回高見順賞受賞。1996年『梨のつぶての』で第3回丸山薫賞受賞。西宮市在住。

## 著書
- 『暗星のうた 詩集』的場書房 1957
- 『拒否 散文詩集』文童社 1959
- 『20の詩と鎮魂歌』思潮社 1963
- 『中江俊夫詩集』思潮社(現代詩文庫)1971
- 『語彙集』思潮社 1972
- 『中江俊夫詩集』全3巻 山梨シルクセンター出版部・サンリオ 1973-1976
- 『しいの木とよう子』黒田康夫写真 エルム(メルヘンの国)　1976
- 『火と藍』青土社 1977
- 『不作法者 詩集』思潮社 1979
- 『頭東足西』編集工房ノア 1984
- 『うそうた 少年詩集』理論社(詩のみずうみ) 1986
- 『就航者たち』詩学社 1987
- 『たべもの』伊藤秀男え 福音館書店(福音館の幼児絵本)　1994
- 『気体状 Gas state』ミッドナイト・プレス 1994
- 『梨のつぶての』ミッドナイト・プレス 1995
- 『田舎詩篇』思潮社 1997
- 『伝言』思潮社 2010
- 『かげろうの屋形』書肆山田 2012

翻訳
- ジュール・ラフォルグ『地球のすすり泣き 詩集』吟遊社 1976